# 1999 RL31
1999 RL31 är en asteroid i huvudbältet som upptäcktes den 9 september 1999 av den kroatiska astronomen Korado Korlević vid Višnjan-observatoriet.